# Acronyches imitator
Acronyches imitator är en tvåvingeart som beskrevs av Hermann 1921. Acronyches imitator ingår i släktet Acronyches och familjen rovflugor.
Artens utbredningsområde är Paraguay. Inga underarter finns listade i Catalogue of Life.